# 陳轂
陳轂（1439年—？），字推士，浙江紹興府山陰縣人，軍籍，明朝政治人物。進士出身。

## 生平
早年出身國子生，成化七年（1471年）辛卯科浙江鄉試第二十六名。成化十一年（1475年）乙未科會試第四十六名，殿試登進士第三甲第一百七十三名。授江西泰和县知县，历官監察御史。

## 家族
曾祖父陳清。祖父陳景文。父亲陳端，曾任縣丞。